# ژ

الزاي الغليظة (ژ)  (مقابل الخالصة) أو الزاي المعقودة أو الزاي المثلثة أو الژاي حرف من الحروف الإضافية في الأبجدية العربية. يضاف هذا الحرف إلى الأبجدية العربية لترجمة بعض الأحرف الأجنبية ترجمة صوتية. وهو أحد حروف الأبجدية الکوردية غير مستخدم في اللغة العربية، ولفظ الحرف حسب الألفبائية الصوتية الدولية هو [ʒ] (أو مثل نطق الحرف «s» في كلمة «vision» في اللغة الإنجليزية، ومثل نطق الحرف «j» في كلمة «bonjour» في اللغة الفرنسية). ويرسم الحرف مثل حرف الزاي مع وجود نقطتين إضافيتين فوقه.
استخدم هذا الحرف أيضًا في اللغة التركية العثمانية حتى عام 1928 في الدولة العثمانية، ویستخدم أيضًا هذا الحرف الآن في الأبجدية الكردية ومما يميز تلك اللغة استخدامها الأبجدية العربية-الفارسية.
شفرة يونيكود هذا الحرف هي "U+0698".

## الكتابة
| الموقع من الكلمة: | معزول | بدائي | وسطي | نهائي |
| ----------------- | ----- | ----- | ---- | ----- |
| شكل الحرف:        | ژ     | ژ     | ـژ   | ـژ    |